# Organotrofo
Un organotrofo es un organismo que obtiene hidrógeno o electrones de sustratos orgánicos. Este término se utiliza en microbiología para clasificar y describir los organismos sobre la base de cómo se obtienen los electrones en sus procesos de respiración. Algunos organotrofos como los animales y muchas bacterias son también heterótrofos. Los organotrofos pueden ser anaerobios o aerobios. Los organismos que no son organotrofos obtienen hidrógeno o electrones a partir de sustratos inorgánicos y se denominan litótrofos.